# Melieria similis
Melieria similis är en tvåvingeart som först beskrevs av Friedrich Hermann Loew 1873.  Melieria similis ingår i släktet Melieria och familjen fläckflugor. Inga underarter finns listade i Catalogue of Life.